# Catalogues Luyten
Les catalogues Luyten, du nom de leur auteur, l'astronome néerlando-américain Willem Jacob Luyten, forment un ensemble de catalogues d'étoiles possédant un mouvement propre important.

## Catalogues

### Catalogue LFT
Ce catalogue, le premier de la série, date de 1955. Il a été publié par Luyten. Son nom est l'acronyme de Luyten's Five Tenths. Il recense des étoiles dont le mouvement propre excède cinq dixièmes de seconde d'arc par an. Il comporte 1 849 objets, classés par ordre croissant d'ascension droite en coordonnées équatoriales relatives à l'époque B1950.0. Ce catalogue est désormais obsolète, remplacé par des catalogues plus récents. Les étoiles sont cataloguées sous les désignations LFT NNNN, NNNN étant un nombre entier allant de 1 à 1849.

### Catalogue LTT
Ce second catalogue, publié en plusieurs fois par Luyten de 1957 à 1962,,. Il recense un plus grand nombre d'étoiles, la limite inférieure du mouvement propre étant abaissée à deux dixièmes de seconde d'arc par an, pour un total de 18 635 objets. Il est depuis remplacé par le catalogue NLTT (voir ci-dessous).

### Catalogue NLTT
Il s'agit de la version révisée par Luyten du précédent, en date de 1979. Il comporte 58 845 objets, reprenant ceux du catalogue LTT, mais sous un nom différent.

### Catalogue LHS
Le catalogue LHS, pour Luyten, half second a été publié par Luyten en 1979. Un correctif concernant deux étoiles a été publié en 1995 et une mise à jour utilisant des mesures plus récentes (notamment en ce qui concerne la position) a été publiée en 2002.
Aucun de ces catalogues ne reprend la nomenclature du précédent, contrairement au catalogue Gliese, par exemple. Ainsi, l'étoile de Barnard est cataloguée sous les désignations LFT 1385, LTT 15309, NLTT 45718 et LHS 57.

### Catalogue LDS
De 1940 à 1987, Luyten recensa également divers systèmes binaires parce qu'ils partageaient le même mouvement propre. Cela donna naissance au catalogue LDS (Luyten double star), comportant 6 181 entrées.

### Catalogue PHL
Le catalogue PHL, pour Palomar observatory, Haro, Luyten, recense des étoiles bleues situées à proximité du pôle sud galactique. Il a été réalisé aux observatoires de Palomar et de Tonantzintla par Luyten et Guillermo Haro. Il recense 8 746 objets, dont 1 569 dont l'indice de couleur U-V est inférieur à -0,4 (objets les plus bleus), 2 929 dont l'indice de couleur U-V est compris entre -0,2 et -0,4 et 4 248 objets dont l'indice de couleur U-V est compris entre -0,2 et 0,0.

### Catalogue de naines blanches
Luyten a également réalisé de 1970 à 1977 un catalogue de naines blanches ne possédant pas de désignation propre.